# Уменьшённое трезвучие
Уменьшённое трезвучие — трезвучие, состоящее из двух малых терций, между крайними звуками которого образуется интервал уменьшённой квинты.

## Обращения
| Обращение | Название аккорда             | Состав       |
| --- | ---------------------------- | ------------ |
| \new Staff \with {\remove "Time_signature_engraver"} { < c' es' ges' ><d'd'f'>1 < es' ges' c'' >2<d'f'd''> < ges' c'' es'' ><f'd''d''>1 } |                              |              |
| Основной аккорд | Уменьшённое трезвучие        | м. 3 + м. 3  |
| Первое | Уменьшённый секстаккорд      | м. 3 + ув. 4 |
| Второе | Уменьшённый квартсекстаккорд | ув. 4 + м. 3 |

В состав уменьшённого трезвучия и его обращений входят малые терции и увеличенная кварта, являющаяся обращением уменьшённой квинты и энгармонически равная ей.

## Общая информация
Уменьшённое трезвучие включает уменьшённую квинту — тритон, считающийся диссонансным.
Уменьшённое трезвучие строится в натуральном мажоре и в гармоническом миноре на VII (повышенной) ступени. В гармоническом мажоре и в натуральном миноре на II ступени. Разрешается в терцию с удвоенным нижним звуком.
В классической музыке уменьшённое трезвучие часто применяется не в основном виде, а в виде секстаккорда. Например, использование уменьшённого трезвучия Бетховеном называется некоторыми критиками архаизмом.
Сокращённое обозначение уменьшённого трезвучия — ум. 5
3, что соответствует виду аккорда и входящим в его состав интервалам. Согласно системе буквенно-цифровых обозначений аккордов, уменьшённое трезвучие обозначается с помощью заглавной латинской буквы, приставки dim или символа o в верхнем регистре: например, уменьшённое трезвучие от ноты до обозначается как C-dim или Co.

## Уменьшённое трезвучие VII ступени
Согласно учению французских теоретиков начала XIX века, уменьшённое трезвучие VII ступени является главным аккордом лада, наряду с тоническим трезвучием.
Секстаккорд уменьшённого трезвучия VII ступени применяется в качестве доминантовой гармонии и может рассматриваться как слабо диссонирующий аккорд.